# Infección respiratoria aguda
Las infecciones respiratorias agudas (IRA) son padecimientos infecciosos de las vías respiratorias con evolución menor a 15 días y en ocasiones se convierten en neumonía. Las infecciones respiratorias agudas constituyen un importante problema de salud pública, pues resultan con la mortalidad más alta en el mundo.

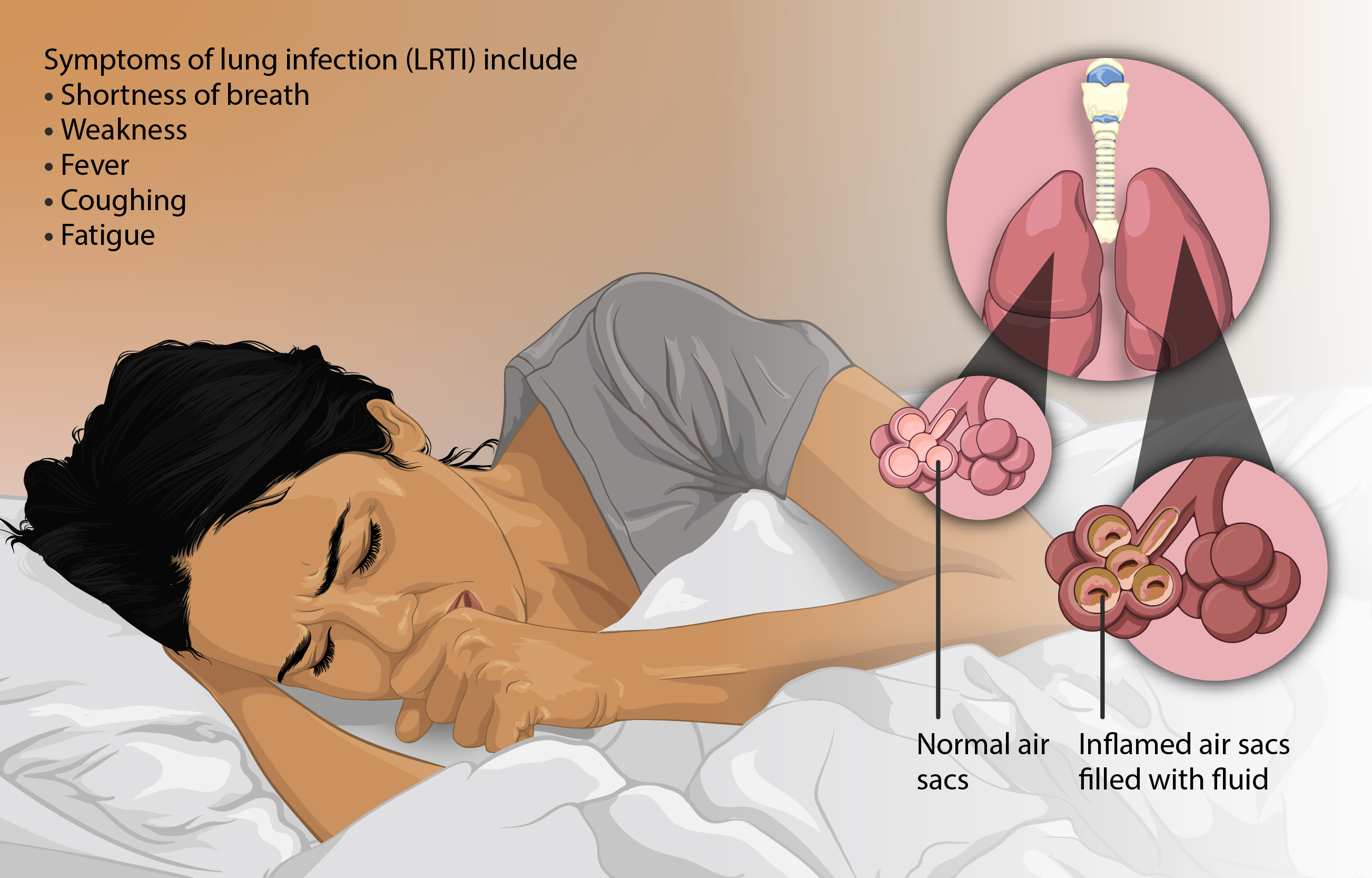
Infección respiratoria aguda

La neumonía es la principal complicación de las IRA, responsable de un número significativo de muertes.

## Factores predisponentes
Los factores más importantes que lo favorecen se relacionan con exposición ambiental, datos individuales y sociales.
Ambientales
- contaminación ambiental dentro o fuera del hogar.
- Tabaquismo pasivo.
- Deficiente ventilación de la vivienda.
- Cambios bruscos de temperatura.
- Asistencia a lugares de concentración o públicos.
- Contacto con personas enfermas de IRA.

Individuales
- Edad. La frecuencia y gravedad son mayores en menores de un año.
- Bajo peso al nacimiento.
- Ausencia de lactancia materna.
- Desnutrición.
- Infecciones previas.
- Esquema incompleto de vacunación.
- Carencia de vitamina A.

Sociales
- Hacinamiento.
- Piso de tierra en la vivienda.

## Etiología
En los menores de 5 años, el 95% de los casos de IRA son de origen viral, a las complicaciones otitis media y neumonía se agrega la etiología bacteriana. Los agentes causales en las entidades clínicas más frecuentes son:
- Para rinofaringitis y faringoamigdalitis congestiva:

VIRUS: influenza, Rhinovirus, Parainfluenza, Adenovirus.
- Para faringoamigdalitis purulenta:

VIRUS: Adenovirus.
BACTERIAS: S. pyogenes
- Para otitis media:

VIRUS: Influenza, Parainfluenza.
BACTERIAS: H. influenzae, S. pneumoniae, M. catarrhalis
- Para neumonía:

VIRUS: Influenza, Parainfluenza, Adenovirus.
BACTERIAS: S. pneumoniae, H. influenzae, S. aureus, K. pneumoniae

## Cuadro clínico
Según su grado de complicación:
- IRA sin neumonía

Tos, rinorrea, exudado purulento en faringe, fiebre, Otalgia, otorrea, disfonía y odinofagia.
- IRA con neumonía leve

Se agrega: taquipnea (menores de 2 meses más de 60X', de 2 a 11 meses más de 50 x' y de 1 a 4 años más de 40 x')
- IRA con neumonía grave

Se agrega: aumento de la dificultad respiratoria, tiraje, cianosis y en los menores de 2 meses hipotermia.

### Signos de alarma
- Hipotermia en menores de 2 meses.
- Quejido respiratorio.
- Dificultad respiratoria
- Rechazo a los líquidos y alimentos.
- Respiración acelerada
- Hundimiento de espacios intercostales (tiro).
- Somnolencia o insomnio
- Cianosis peribucal y distal
- Fiebre (más de tres días)
- Desnutrición grave
- Ante la presencia de un signo de alarma, el niño debe ser trasladado al hospital más cercano.
- Los rayos X apoyan al diagnóstico, siempre que se cuente con el recurso.

### Factores de mal pronóstico
- Niño menor de dos meses.
- Presencia de alguna inmunodeficiencia.
- Muerte de un menor de 5 años en la familia.
- Madre sin conocimientos necesarios.
- Dificultad para el traslado al médico si se agrava el niño.
- Menor de un año con antecedentes de bajo peso al nacer.
- Desnutrición moderada o grave.

## Diagnóstico
Debido a la elevada frecuencia de las IRA y al número de episodios mal diagnosticados y tratados es necesario unificar los criterios que faciliten su manejo.
| Probables casos de IRA por país, del 1 de noviembre 2002 al 31 de julio 2003. |       |         |                          |                |
| País o Región | Casos | Decesos | Casos de decesos por IRA | Mortalidad (%) |
| China * | 5328  | 349     | 19                       | 6.6            |
| Hong Kong * | 1755  | 299     | 5                        | 17             |
| Canadá | 251   | 44      | 0                        | 18             |
| Taiwán | 346** | 37      | 36                       | 11             |
| Singapur | 238   | 33      | 0                        | 14             |
| Vietnam | 63    | 5       | 0                        | 8              |
| EE. UU. | 27    | 0       | 0                        | 0              |
| Filipinas | 14    | 2       | 0                        | 14             |
| Mongolia | 9     | 0       | 0                        | 0              |
| Macau * | 1     | 0       | 0                        | 0              |
| Kuwait | 1     | 0       | 0                        | 0              |
| Irlanda | 1     | 0       | 0                        | 0              |
| Rumania | 1     | 0       | 0                        | 0              |
| Rusia | 1     | 0       | 0                        | 0              |
| España | 1     | 0       | 0                        | 0              |
| Suiza | 1     | 0       | 0                        | 0              |
| Corea del Sur | 1     | 0       | 0                        | 0              |
| Total | 8273  | 775     | 60                       | 9.6            |
| (*) Figuras para China excluye las Regiones Administrativas (Macau SAR, Hong Kong SAR) reportadas separadamente por WHO.                                                                   |       |         |                          |                |
| (**) Desde el 11 de julio de 2003, 325 casos de taiwaneses se han 'descartados'. La información de Lab. fue insuficiente o incompleta para 135 casos; y 101 de esos pacientes fallecieron. |       |         |                          |                |
| Fuente:WHO. |       |         |                          |                |

### Errores más frecuentes en el diagnóstico
- Inadvertencia de signos tempranos de neumonía
- Solicitud excesiva o inadecuada de exámenes de laboratorio
- Clasificación equivocada

## Prevención
Actividades a promover por parte del personal de salud en la comunidad para la prevención de las IRA:
- Promover la lactancia materna durante los primeros 4 a 6 meses y complementaria, después de esta edad.
- Vigilar y corregir el estado nutricional.
- Cumplir con el "Esquema nacional de vacunación de acuerdo a su edad.
- No fumar cerca de los niños.
- No quemar leña o usar braseros en habitaciones cerradas.
- Evitar cambios bruscos de temperatura.
- En época de frío, mantenerse abrigados.
- Comer frutas y verduras que contengan vitaminas "A" y "C".
- Tomar abundantes líquidos.
- Evitar el hacinamiento.
- Ventilar las habitaciones.
- Fomentar la atención médica del niño sano.

## Tratamiento
Tratamiento para niños con IRA sin neumonía
- Incrementar ingesta de líquidos.
- Mantener la alimentación habitual.
- No suspender la lactancia al seno materno.
- Si hay otorrea: limpieza del conducto auditivo externo con mechas de gasa o tela absorbente, tres veces al día. No aplicar gotas óticas.
- Control del dolor y el malestar general, con: acetaminofen 60 mg/kg/día por vía oral, divididos en cuatro a seis tomas. No usar ácido-acetil-salicílico o vasoconstrictores nasales
- Control de la temperatura con medios físicos cuando es menor de 38 °C.
- No aplicar supositorios para la fiebre, en menores de un año.
- No utilizar antitusivos o antihistamínicos.
- Si existen factores de mal pronóstico, revalorar en 48 h.
- Instruir a la madre/padre en el reconocimiento de los signos de alarma.
- Revisar el esquema de Vacunación del paciente y aplicar las dosis faltantes.
- Evaluar el estado nutricional, registrar peso y talla, Cartilla Nacional de Vacunación.
- Antibióticos: pacientes con rinofaringitis, faringitis congestiva, laringitis y bronquitis (no prescribir antibióticos ya que son de origen viral)
- Pacientes con faringitis purulenta: administrar Penicilina benzatina combinada, para mayores de 30 kg administrar 1.200.000 UI, y en menores de 30 kg 600.000 UI I.M. en dosis única
- Otitis media aguda y sinusitis: administrar trimetoprim con sulfametoxasol 8/40 mg/kg/día V.O. en 2 dosis (cada doce horas por siete días o amoxicilina 40 mg/kg/día V.O. en 3 dosis (cada 8 horas) por 10 a 14 días.

Revalorar en 24 h, o antes si se agrava.
El tratamiento de infecciones respiratorias agudas superiores con antibióticos, no previene la neumonía en los niños.
Tratamiento de neumonía leve, sin factores de mal pronóstico
- Tratamiento ambulatorio (no hospitalizar).
- Antibiótico: trimetoprim con sulfametoxasol 8/40 mg/kg/día, dividido en 2 tomas, cada 12 h, 7 días V.O. o bencil penicilina procainíca 400 000 UI, cada 24 h, por 7 días. I.M
- Incrementar ingesta de líquidos.
- Alimentación habitual, en pequeñas fracciones, más veces al día.
- Control de la temperatura con medios físicos cuando es menor de 38 °C. Se administrará acetaminofén 60 mg/kg/día V.O. dividido cada 6 horas sin pasar de 5 dosis al día cuando la temperatura es mayor de 38 °C.
- En caso de sibilancias: salbutamol jarabe 0,2-0,3 mg/kg/día en tres tomas, V.O. En el menor de un año valorar la respuesta en una a dos horas. Si es positiva, continuar con salbutamol; si es negativa, suspender. En mayores de un año continuar.
- Educación a la madre y padre para que sea capaz de reconocer signos de alarma.Si identifica alguno de los signos indicarle que acuda de inmediato a la unidad de salud.
- Revalorar en 24 horas, o antes si se agrava.

El uso indiscriminado e indebido de antibióticos, favorece resistencia bacteriana y mayor gasto económico.
Tratamiento de neumonía grave o leve, con factores de mal pronóstico
- Envío inmediato al hospital más cercano, donde se instalará el tratamiento adecuado.
- Traslado con oxígeno si es necesario (4 a 6 litros por minuto).